# Pseudamnicola prasina
Pseudamnicola prasina is een slakkensoort uit de familie van de Hydrobiidae. De wetenschappelijke naam van de soort is voor het eerst geldig gepubliceerd in 1903 door Rosen.